# Vị ngọt Macchiato
Vị ngọt Macchiato (黑糖瑪奇朵; Hēitáng Mǎqíduǒ) là một bộ phim thần tượng Đài Loan với sự góp mặt của các thành viên hai nhóm Bổng Bổng Đường và Hey Girl. Phim được chiếu trên đài Dân thị (FTV) ở Đài Loan từ 15 tháng 7 năm 2007 đến 7 tháng 10 năm 2007 và trên kênh truyền hình cáp Vệ thị Trung văn. Ngoài ra phim còn được chiếu ở Trung Quốc trên kênh Xing Kong.